# Louis-Joseph Adhémar de Monteil de Grignan
Pour les articles homonymes, voir Monteil, Nettancourt et Haussonville.

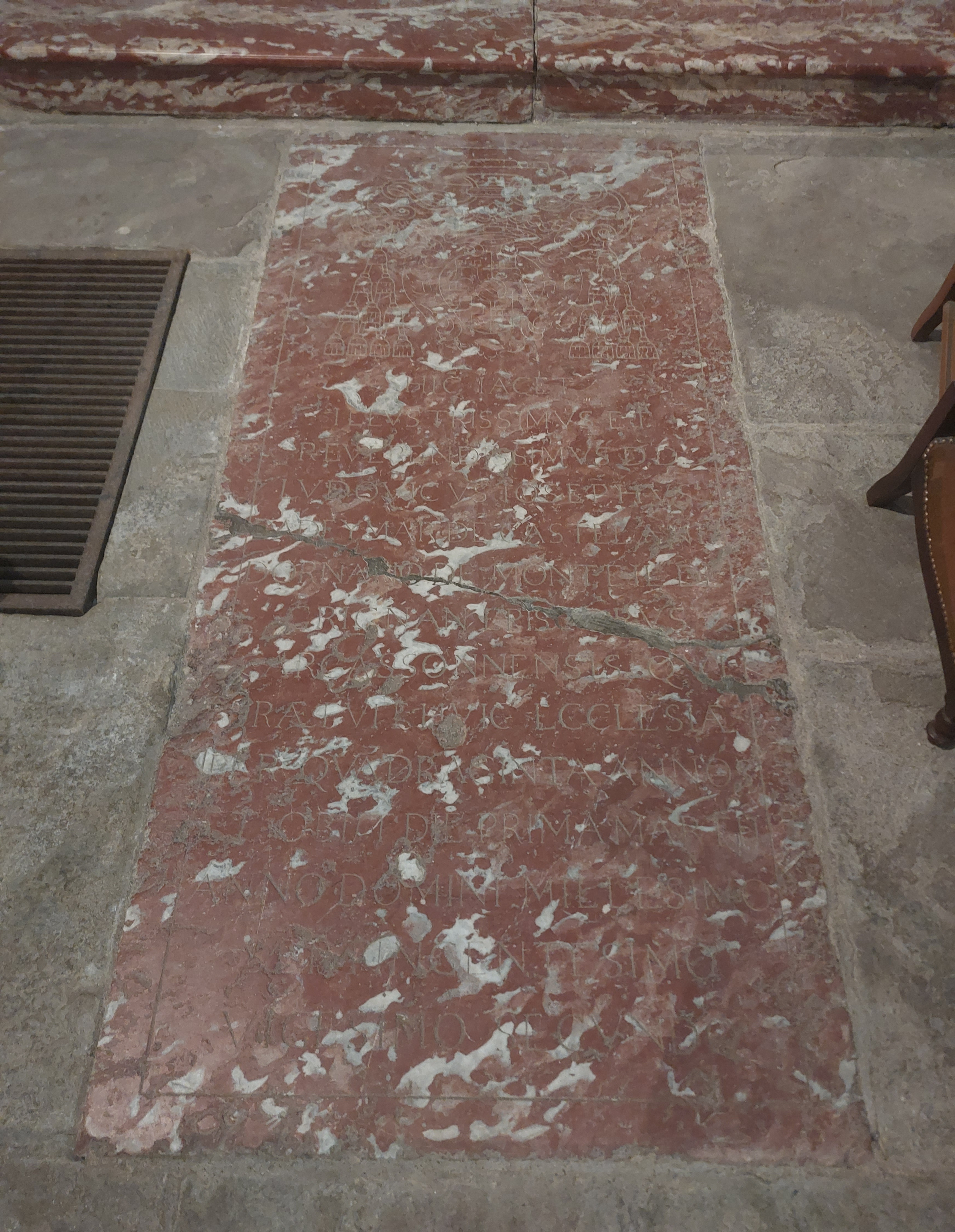
Dalle funéraire de l'évêque Louis-Joseph Adhémar de Monteil de Grignan, visible dans la basilique Saint-Nazaire à Carcassonne

Louis-Joseph Adhémar de Monteil de Grignan, né à Grignan le 3 juin 1650 et mort à Carcassonne, le 1er mars 1722, est un ecclésiastique français.

## Biographie
Louis-Joseph Adhémar de Monteil de Grignan, est un fils cadet de Louis Gaucher Adhémar, comte de Grignan, mestre de camp du régiment d'Adhémar († 4 août 1668) et de sa femme Marguerite d'Ornano. Selon Saint-Simon, Louis-Joseph fut « le dernier des Grignan, frère du feu comte de Grignan, chevalier de l'ordre, lieutenant général et commandant en Provence, gendre de Mme de Sévigné. ».
Nommé à l'évêché d'Évreux dès 1680, mais n'y ayant pas été confirmé, il fut évêque de Carcassonne du 2 mai 1681 à février 1722. Il avait pris comme coadjuteur son neveu, Louis-Joseph II de Châteauneuf de Rochebonne, alors aumônier du roi et doyen de l'église de Lyon et qui lui succédera d'ailleurs au trône d'évêque.
Louis-Joseph, « le plus joli abbé de France » selon la célèbre épistolière, était le fils de Louis Gaucher de Castellane-Adhémar de Monteil, avant-dernier comte de Grignan (v. 1599-1668), maître de camp du régiment d'Adhémar et de Marguerite d'Ornano (morte en 1655). La baronnie de Grignan, dans la Drôme, avait été érigée en comté par lettres patentes de juin 1558 en faveur de Louis d'Adhémar de Monteil, ambassadeur de France en Allemagne.
Il repose dans la chapelle du Sacré-Cœur située dans la basilique Saint-Nazaire à Carcassonne.

## Iconographie
Plusieurs portraits du prélat ont été réalisés et sont conservés actuellement, pour les principaux d'entre eux, au musée des beaux-arts de Carcassonne. Ils sont tous malheureusement anonymes.
L'un d'eux, cependant, peut-être attribué à Hyacinthe Rigaud. En effet, dans les livres de comptes du peintre, on sait que l'artiste a peint un tel portrait, en buste valant 115 livres en 1690.